# 엘스비어

엘스비어의 로고

엘스비어(네덜란드어: Elsevier)는 의학과 과학, 기술 서적 전문 네덜란드의 출판사다. 학술 잡지도 다수 발행하고 있다.

## 같이 보기
- 스코퍼스